# Тур WTA 1981
Тур WTA 1981 був 9-м сезоном від створення Жіночої тенісної асоціації, тривав з січня до грудня 1981 року та містив 47 турнірів.
Тур охоплював елітні турніри колишніх Toyota Series і Avon Series, чотири турніри Великого шолома.

## Графік
Нижче наведено повний розклад  турнірів сезону, включаючи перелік тенісистів, які дійшли на турнірах щонайменше до чвертьфіналу.
Позначення
| Турніри Великого шолома |
| Чемпіонат WTA           |
| Avon Championships      |
| Toyota Series           |
| Турніри поза туром      |
| Командні змагання       |

### Січень
| Тиждень  | Турнір | Чемпіонки                                | Фіналістки                      | Півфіналістки                     | Чвертьфіналістки                                          |
| -------- | --- | ---------------------------------------- | ------------------------------- | --------------------------------- | --------------------------------------------------------- |
| 12 січня | Avon Championships of Kansas Канзас-Сіті (Канзас), США Avon Championships Circuit $150,000 – Килим (i) – 32S/16D Одиночний розряд – Парний розряд | Андреа Єйгер 3–6, 6–3, 7–5               | Мартіна Навратілова             | Барбара Поттер Вірджинія Рузіч    | Кейт Летем Сенді Коллінз Міма Яушовець Сільвія Ганіка     |
| 12 січня | Avon Championships of Kansas Канзас-Сіті (Канзас), США Avon Championships Circuit $150,000 – Килим (i) – 32S/16D Одиночний розряд – Парний розряд | Барбара Поттер Шерон Волш 6–2, 7–6(7–4)  | Розмарі Касалс Венді Тернбулл   | Барбара Поттер Вірджинія Рузіч    | Кейт Летем Сенді Коллінз Міма Яушовець Сільвія Ганіка     |
| 19 січня | Avon Championships of Cincinnati Цинциннаті, США Avon Championships Circuit $150,000 – Килим (i) – 32S/16D Одиночний розряд – Парний розряд       | Мартіна Навратілова 6–2, 6–4             | Сільвія Ганіка                  | Дженніфер Расселл Гана Мандлікова | Барбара Поттер Пем Шрайвер Вірджинія Рузіч Вірджинія Вейд |
| 19 січня | Avon Championships of Cincinnati Цинциннаті, США Avon Championships Circuit $150,000 – Килим (i) – 32S/16D Одиночний розряд – Парний розряд       | Кеті Джордан Енн Сміт 1–6, 6–3, 6–3      | Мартіна Навратілова Пем Шрайвер | Дженніфер Расселл Гана Мандлікова | Барбара Поттер Пем Шрайвер Вірджинія Рузіч Вірджинія Вейд |
| 26 січня | Avon Championships of Chicago Чикаго, США Avon Championships Circuit $200,000 – Килим (i) – 56S/28D Одиночний розряд – Парний розряд              | Мартіна Навратілова 6–4, 6–2             | Гана Мандлікова                 | Венді Тернбулл Барбара Поттер     | Енн Сміт Пем Шрайвер Mareen Louie Harper Сільвія Ганіка   |
| 26 січня | Avon Championships of Chicago Чикаго, США Avon Championships Circuit $200,000 – Килим (i) – 56S/28D Одиночний розряд – Парний розряд              | Мартіна Навратілова Пем Шрайвер 6–3, 6–1 | Барбара Поттер Шерон Волш       | Венді Тернбулл Барбара Поттер     | Енн Сміт Пем Шрайвер Mareen Louie Harper Сільвія Ганіка   |

### Лютий
| Тиждень   | Турнір | Чемпіонки                                  | Фіналістки                         | Півфіналістки              | Чвертьфіналістки                                              |
| --------- | --- | ------------------------------------------ | ---------------------------------- | -------------------------- | ------------------------------------------------------------- |
| 2 лютого  | Avon Championships of Detroit Детройт, США Avon Championships Circuit $150,000 – Килим (i) – 32S/16D Одиночний розряд – Парний розряд                | Леслі Аллен 6–4, 6–4                       | Гана Мандлікова                    | Пем Шрайвер Барбара Поттер | Клаудія Коде-Кільш Беттіна Бюнге Міма Яушовець Венді Тернбулл |
| 2 лютого  | Avon Championships of Detroit Детройт, США Avon Championships Circuit $150,000 – Килим (i) – 32S/16D Одиночний розряд – Парний розряд                | Розмарі Касалс Венді Тернбулл 6–4, 6–2     | Гана Мандлікова Бетті Стеве        | Пем Шрайвер Барбара Поттер | Клаудія Коде-Кільш Беттіна Бюнге Міма Яушовець Венді Тернбулл |
| 9 лютого  | Avon Championships of California Окленд (Каліфорнія), США Avon Championships Circuit $125,000 – Килим (i) – 32S/16D Одиночний розряд – Парний розряд | Андреа Єйгер 6–3, 6–1                      | Вірджинія Вейд                     | Бет Нортон Венді Тернбулл  | Клаудія Коде-Кільш Пем Тігуарден Міма Яушовець Сью Баркер     |
| 9 лютого  | Avon Championships of California Окленд (Каліфорнія), США Avon Championships Circuit $125,000 – Килим (i) – 32S/16D Одиночний розряд – Парний розряд | Розмарі Касалс Венді Тернбулл 6–1, 6–4     | Мартіна Навратілова Вірджинія Вейд | Бет Нортон Венді Тернбулл  | Клаудія Коде-Кільш Пем Тігуарден Міма Яушовець Сью Баркер     |
| 16 лютого | Avon Championships of Houston Х'юстон, Техас, США Avon Championships Circuit $100,000 – Килим (i) – 16S/8D Одиночний розряд – Парний розряд          | Гана Мандлікова 6–4, 6–4                   | Беттіна Бюнге                      | Кеті Джордан Міма Яушовець | Пем Тігуарден Зіна Гаррісон Дженніфер Расселл Кейт Летем      |
| 16 лютого | Avon Championships of Houston Х'юстон, Техас, США Avon Championships Circuit $100,000 – Килим (i) – 16S/8D Одиночний розряд – Парний розряд          | Сью Баркер Енн Кійомура 5–7, 6–4, 6–3      | Регіна Маршикова Мері-Лу Деніелс   | Кеті Джордан Міма Яушовець | Пем Тігуарден Зіна Гаррісон Дженніфер Расселл Кейт Летем      |
| 16 лютого | Avon Championships of Nashville Нашвілл, США Avon Championships Circuit $30,000 – Килим (i) – 32S/16D Одиночний розряд – Парний розряд               | С'юзен Лео 7–6, 6–3                        | Кім Сендс                          | Кім Сендс Бет Герр         | Катрін Танв'є Трей Льюїс Рене Річардс Івонн Вермак            |
| 16 лютого | Avon Championships of Nashville Нашвілл, США Avon Championships Circuit $30,000 – Килим (i) – 32S/16D Одиночний розряд – Парний розряд               | Марселла Мескер Крістіан Жоліссен 6–3, 6–3 | Марджорі Блеквуд С'юзен Лео        | Кім Сендс Бет Герр         | Катрін Танв'є Трей Льюїс Рене Річардс Івонн Вермак            |
| 23 лютого | Avon Championships of Seattle Сіетл, США Avon Championships Circuit $150,000 – Килим (i) – 32S/16D Одиночний розряд – Парний розряд                  | Сільвія Ганіка 6–2, 6–1                    | Барбара Поттер                     | Кеті Джордан Беттіна Бюнге | Енн Сміт Пем Шрайвер Венді Тернбулл Гана Мандлікова           |
| 23 лютого | Avon Championships of Seattle Сіетл, США Avon Championships Circuit $150,000 – Килим (i) – 32S/16D Одиночний розряд – Парний розряд                  | Розмарі Касалс Венді Тернбулл 6–1, 6–4     | Сью Баркер Енн Кійомура            | Кеті Джордан Беттіна Бюнге | Енн Сміт Пем Шрайвер Венді Тернбулл Гана Мандлікова           |

### Березень
| Тиждень    | Турнір | Чемпіонки                                     | Фіналістки                         | Півфіналістки                 | Чвертьфіналістки                                                   |
| ---------- | --- | --------------------------------------------- | ---------------------------------- | ----------------------------- | ------------------------------------------------------------------ |
| 2 березня  | Avon Championships of Los Angeles Лос-Анджелес, США Avon Championships Circuit $150,000 – Тверде – 32S/16D Одиночний розряд – Парний розряд | Мартіна Навратілова 6–4, 6–0                  | Андреа Єйгер                       | Сільвія Ганіка Беттіна Бюнге  | Джулі Гаррінгтон Барбара Поттер Беттіна Бюнге Біллі Джин Кінг      |
| 2 березня  | Avon Championships of Los Angeles Лос-Анджелес, США Avon Championships Circuit $150,000 – Тверде – 32S/16D Одиночний розряд – Парний розряд | С'юзен Лео Кім Сендс 6–1, 4–6, 6–1            | Mareen Louie Harper Маріта Редондо | Сільвія Ганіка Беттіна Бюнге  | Джулі Гаррінгтон Барбара Поттер Беттіна Бюнге Біллі Джин Кінг      |
| 9 березня  | Avon Championships of Dallas Даллас, Texas, США Avon Championships Circuit $175,000 – Килим (i) – 33S/16D Одиночний розряд – Парний розряд  | Мартіна Навратілова 6–2, 6–4                  | Пем Шрайвер                        | Вірджинія Рузіч Беттіна Бюнге | Мері-Лу Деніелс Біллі Джин Кінг Кеті Джордан Міма Яушовець         |
| 9 березня  | Avon Championships of Dallas Даллас, Texas, США Avon Championships Circuit $175,000 – Килим (i) – 33S/16D Одиночний розряд – Парний розряд  | Мартіна Навратілова Пем Шрайвер 7–5, 6–4      | Кеті Джордан Енн Сміт              | Вірджинія Рузіч Беттіна Бюнге | Мері-Лу Деніелс Біллі Джин Кінг Кеті Джордан Міма Яушовець         |
| 15 березня | Avon Championships of Boston Бостон, США Avon Championships Circuit $150,000 – Килим (i) – 32S/16D Одиночний розряд – Парний розряд         | Кріс Еверт 6–4, 6–4                           | Міма Яушовець                      | Кеті Джордан Сільвія Ганіка   | Вірджинія Рузіч Mareen Louie Harper Венді Тернбулл Гана Мандлікова |
| 15 березня | Avon Championships of Boston Бостон, США Avon Championships Circuit $150,000 – Килим (i) – 32S/16D Одиночний розряд – Парний розряд         | Барбара Поттер Шерон Волш 5–7, 6–4, 6–3       | Дженніфер Расселл Вірджинія Рузіч  | Кеті Джордан Сільвія Ганіка   | Вірджинія Рузіч Mareen Louie Harper Венді Тернбулл Гана Мандлікова |
| 23 березня | Avon Championships New York City, США WTA championships $300,000 – Килим (i) – 8S/4D Одиночний розряд – Парний розряд                       | Мартіна Навратілова 6–3, 7–6(7–3)             | Андреа Єйгер                       | Беттіна Бюнге Сільвія Ганіка  |                                                                    |
| 23 березня | Avon Championships New York City, США WTA championships $300,000 – Килим (i) – 8S/4D Одиночний розряд – Парний розряд                       | Мартіна Навратілова Пем Шрайвер 6–0, 7–6(8–6) | Барбара Поттер Шерон Волш          | Беттіна Бюнге Сільвія Ганіка  |                                                                    |
| 30 березня | Clairol Crown Карлсбад (Каліфорнія), США Non-Tour Турнірs $200,000 – Ґрунт – 4S/2D                                                          | Кріс Еверт 6–4, 6–3                           | Гана Мандлікова                    | Пем Шрайвер Андреа Єйгер      |                                                                    |

### Квітень
| Тиждень   | Турнір | Чемпіонки                                       | Фіналістки                     | Півфіналістки                    | Чвертьфіналістки                                         |
| --------- | --- | ----------------------------------------------- | ------------------------------ | -------------------------------- | -------------------------------------------------------- |
| 6 квітня  | Family Circle Cup Чарлстон (Південна Кароліна), США Toyota Series (Категорія 5) $150,000 – Ґрунт – 56S/32D Одиночний розряд – Парний розряд | Кріс Еверт 6–3, 6–2                             | Пем Шрайвер                    | Вірджинія Рузіч Джоанн Расселл   | Регіна Маршикова Міма Яушовець Пем Кеселі Джойс Портмен  |
| 6 квітня  | Family Circle Cup Чарлстон (Південна Кароліна), США Toyota Series (Категорія 5) $150,000 – Ґрунт – 56S/32D Одиночний розряд – Парний розряд | Розмарі Касалс Венді Тернбулл 7–5, 7–5          | Міма Яушовець Пем Шрайвер      | Вірджинія Рузіч Джоанн Расселл   | Регіна Маршикова Міма Яушовець Пем Кеселі Джойс Портмен  |
| 13 квітня | Wightman Cup Вільямсбург (Вірджинія), США Team event Тверде (i)                                                                             | США · 7–0                                       | GBR                            |                                  |                                                          |
| 20 квітня | Murjani WTA Championships Амелія (острів), США Toyota Series (Категорія 7) $250,000 – Ґрунт – 56S/32D Одиночний розряд – Парний розряд      | Кріс Еверт 6–0, 6–0                             | Мартіна Навратілова            | Вірджинія Рузіч Міма Яушовець    | Пем Шрайвер Андреа Єйгер Іванна Мадруга Сільвія Ганіка   |
| 20 квітня | Murjani WTA Championships Амелія (острів), США Toyota Series (Категорія 7) $250,000 – Ґрунт – 56S/32D Одиночний розряд – Парний розряд      | Кеті Джордан Пола Сміт 6–3, 5–7, 7–6(7–2)       | Вірджинія Рузіч Джоанн Расселл | Вірджинія Рузіч Міма Яушовець    | Пем Шрайвер Андреа Єйгер Іванна Мадруга Сільвія Ганіка   |
| 27 квітня | United Airlines Tournament of Champions Орландо, США Toyota Series (Категорія 7) $200,000 – Ґрунт – 22S/8D Одиночний розряд – Парний розряд | Мартіна Навратілова 7–5, 6–3                    | Андреа Єйгер                   | Регіна Маршикова Гана Мандлікова | Івонн Вермак Венді Тернбулл Кетлін Горват Сільвія Ганіка |
| 27 квітня | United Airlines Tournament of Champions Орландо, США Toyota Series (Категорія 7) $200,000 – Ґрунт – 22S/8D Одиночний розряд – Парний розряд | Мартіна Навратілова Пем Шрайвер 6–1, 7–6(12–10) | Розмарі Касалс Венді Тернбулл  | Регіна Маршикова Гана Мандлікова | Івонн Вермак Венді Тернбулл Кетлін Горват Сільвія Ганіка |

### Травень
| Тиждень            | Турнір | Чемпіонки                                    | Фіналістки                 | Півфіналістки                                           | Чвертьфіналістки |
| ------------------ | --- | -------------------------------------------- | -------------------------- | ------------------------------------------------------- | --- |
| 4 травня           | Internazionali d'Italia Перуджа, Італія Toyota Series (Категорія 3) $100,000 – Ґрунт – 56S/32D Одиночний розряд – Парний розряд             | Кріс Еверт 6–1, 6–2                          | Вірджинія Рузіч            | Сенді Коллінз Джойс Портмен                             | Луча Романов Розалін Феербенк Іванна Мадруга Еллі Аппел-Вессіс                                                                 |
| 4 травня           | Internazionali d'Italia Перуджа, Італія Toyota Series (Категорія 3) $100,000 – Ґрунт – 56S/32D Одиночний розряд – Парний розряд             | Кенді Рейнолдс Пола Сміт 7–5, 6–1            | Кріс Еверт Вірджинія Рузіч | Сенді Коллінз Джойс Портмен                             | Луча Романов Розалін Феербенк Іванна Мадруга Еллі Аппел-Вессіс                                                                 |
| 4 травня           | Bridgestone Doubles Championships Tokyo, Японія Toyota Series (Категорія 5) $150,000 – Килим (i) – 8D Парний розряд                         | Сью Баркер Енн Кійомура 7–5, 6–2             | Барбара Поттер Шерон Волш  | Розмарі Касалс / Венді Тернбулл Кеті Джордан / Енн Сміт | Harper/ Маріта Редондо Марджорі Блеквуд / С'юзен Лео Лора Дюпонт / Барбара Джордан (тенісистка) Андреа Єйгер / Біллі Джин Кінг |
| 11 травня          | Toyota Swiss Open Лугано, Швейцарія Toyota Series (Категорія 3) $100,000 – Ґрунт – 32S/16D Одиночний розряд – Парний розряд                 | Кріс Еверт 6–1, 6–1                          | Вірджинія Рузіч            | Регіна Маршикова Сільвія Ганіка                         | Сенді Коллінз Діанне Фромгольтц Гана Страхонова Кенді Рейнолдс                                                                 |
| 11 травня          | Toyota Swiss Open Лугано, Швейцарія Toyota Series (Категорія 3) $100,000 – Ґрунт – 32S/16D Одиночний розряд – Парний розряд                 | Розалін Феербенк Таня Гартфорд 2–6, 6–1, 6–4 | Кенді Рейнолдс Пола Сміт   | Регіна Маршикова Сільвія Ганіка                         | Сенді Коллінз Діанне Фромгольтц Гана Страхонова Кенді Рейнолдс                                                                 |
| 18 травня          | WTA German Open Berlin, Німеччина Toyota Series (Категорія 3) $150,000 – Ґрунт – 56S/28D Одиночний розряд – Парний розряд                   | Регіна Маршикова 6–2, 6–1                    | Іванна Мадруга             | Сенді Коллінз Діанне Фромгольтц                         | Трейсі Остін Дебора Джеванс Міма Яушовець Гана Мандлікова                                                                      |
| 18 травня          | WTA German Open Berlin, Німеччина Toyota Series (Категорія 3) $150,000 – Ґрунт – 56S/28D Одиночний розряд – Парний розряд                   | Розалін Феербенк Таня Гартфорд 6–3, 6–4      | Сью Баркер Рената Томанова | Сенді Коллінз Діанне Фромгольтц                         | Трейсі Остін Дебора Джеванс Міма Яушовець Гана Мандлікова                                                                      |
| 25 травня 1 червня | Відкритий чемпіонат Франції з тенісу Paris, Франція Grand Slam $300,000 – Ґрунт – 112S/64Q/48D/32X Одиночний розряд – Парний розряд – Мікст | Гана Мандлікова 6–2, 6–4                     | Сільвія Ганіка             | Кріс Еверт Андреа Єйгер                                 | Вірджинія Рузіч Кеті Ріналді Міма Яушовець Мартіна Навратілова                                                                 |
| 25 травня 1 червня | Відкритий чемпіонат Франції з тенісу Paris, Франція Grand Slam $300,000 – Ґрунт – 112S/64Q/48D/32X Одиночний розряд – Парний розряд – Мікст | Розалін Феербенк Таня Гартфорд 6–1, 6–3      | Кенді Рейнолдс Пола Сміт   | Кріс Еверт Андреа Єйгер                                 | Вірджинія Рузіч Кеті Ріналді Міма Яушовець Мартіна Навратілова                                                                 |
| 25 травня 1 червня | Відкритий чемпіонат Франції з тенісу Paris, Франція Grand Slam $300,000 – Ґрунт – 112S/64Q/48D/32X Одиночний розряд – Парний розряд – Мікст | Андреа Єйгер James Arias 7–6, 6–4            | Бетті Стеве Фред Макнеер   | Кріс Еверт Андреа Єйгер                                 | Вірджинія Рузіч Кеті Ріналді Міма Яушовець Мартіна Навратілова                                                                 |

### Червень
| Тиждень             | Турнір | Чемпіонки                                          | Фіналістки                  | Півфіналістки                      | Чвертьфіналістки                                          |
| ------------------- | --- | -------------------------------------------------- | --------------------------- | ---------------------------------- | --------------------------------------------------------- |
| 8 червня            | Surrey Championships Surbiton, Велика Британія Toyota Series (Категорія 1) $50,000 – Трава – 56S/32D Одиночний розряд – Парний розряд | Бетсі Нагелсен 6–0, 6–4                            | Барбара Геллквіст           | Даян Десфор Мартіна Навратілова    | Марджорі Блеквуд Лора Дюпонт Джоанн Расселл Сью Баркер    |
| 8 червня            | Surrey Championships Surbiton, Велика Британія Toyota Series (Категорія 1) $50,000 – Трава – 56S/32D Одиночний розряд – Парний розряд | Сью Баркер Енн Кійомура 6–1, 6–7, 6–1              | Біллі Джин Кінг Ілана Клосс | Даян Десфор Мартіна Навратілова    | Марджорі Блеквуд Лора Дюпонт Джоанн Расселл Сью Баркер    |
| 15 червня           | BMW Championships Істборн, Велика Британія Toyota Series (Категорія 4) $125,000 – Трава – 64S/32D Одиночний розряд – Парний розряд    | Трейсі Остін 6–3, 6–4                              | Андреа Єйгер                | Барбара Поттер Мартіна Навратілова | Енн Сміт Венді Тернбулл Пем Кеселі Клаудія Коде-Кільш     |
| 15 червня           | BMW Championships Істборн, Велика Британія Toyota Series (Категорія 4) $125,000 – Трава – 64S/32D Одиночний розряд – Парний розряд    | Мартіна Навратілова Пем Шрайвер 6–7(5–7), 6–2, 6–1 | Кеті Джордан Енн Сміт       | Барбара Поттер Мартіна Навратілова | Енн Сміт Венді Тернбулл Пем Кеселі Клаудія Коде-Кільш     |
| 22 червня 29 червня | Вімблдонський турнір London, Велика Британія Grand Slam $300,000 – Трава – 112S/64Q/48D/48X Одиночний розряд – Парний розряд – Мікст  | Кріс Еверт 6–2, 6–2                                | Гана Мандлікова             | Пем Шрайвер Мартіна Навратілова    | Міма Яушовець Трейсі Остін Вірджинія Рузіч Венді Тернбулл |
| 22 червня 29 червня | Вімблдонський турнір London, Велика Британія Grand Slam $300,000 – Трава – 112S/64Q/48D/48X Одиночний розряд – Парний розряд – Мікст  | Мартіна Навратілова Пем Шрайвер 6–3, 7–6(8–6)      | Кеті Джордан Енн Сміт       | Пем Шрайвер Мартіна Навратілова    | Міма Яушовець Трейсі Остін Вірджинія Рузіч Венді Тернбулл |
| 22 червня 29 червня | Вімблдонський турнір London, Велика Британія Grand Slam $300,000 – Трава – 112S/64Q/48D/48X Одиночний розряд – Парний розряд – Мікст  | Бетті Стеве Фрю Макміллан 4–6, 7–6(7–2), 6–3       | Трейсі Остін Джон Остін     | Пем Шрайвер Мартіна Навратілова    | Міма Яушовець Трейсі Остін Вірджинія Рузіч Венді Тернбулл |

### Липень
| Тиждень  | Турнір | Чемпіонки                                 | Фіналістки                  | Півфіналістки                    | Чвертьфіналістки                                           |
| -------- | --- | ----------------------------------------- | --------------------------- | -------------------------------- | ---------------------------------------------------------- |
| 13 липня | Austrian Open Кіцбюель, Австрія Toyota Series (Категорія 1) $50,000 – Ґрунт – 32S/16D Одиночний розряд – Парний розряд  | Клаудія Коде-Кільш 7–5, 7–6               | Сільвія Ганіка              | Регіна Маршикова Вірджинія Рузіч | Патрісія Медрадо Івонн Вермак Лена Сандін Марджорі Блеквуд |
| 13 липня | Austrian Open Кіцбюель, Австрія Toyota Series (Категорія 1) $50,000 – Ґрунт – 32S/16D Одиночний розряд – Парний розряд  | Клаудія Коде-Кільш Ева Пфафф 6–4, 6–3     | Елізабет Літтл Івонн Вермак | Регіна Маршикова Вірджинія Рузіч | Патрісія Медрадо Івонн Вермак Лена Сандін Марджорі Блеквуд |
| 27 липня | Wells Fargo Open Сан-Дієго, США Toyota Series (Категорія 4) $125,000 – Тверде- 32S/16D Одиночний розряд – Парний розряд | Трейсі Остін 6–2, 5–7, 6–2                | Пем Шрайвер                 | Кеті Джордан Кейт Летем          | Кенді Рейнолдс Мері-Лу Деніелс Беттіна Бюнге Івонн Вермак  |
| 27 липня | Wells Fargo Open Сан-Дієго, США Toyota Series (Категорія 4) $125,000 – Тверде- 32S/16D Одиночний розряд – Парний розряд | Кеті Джордан Кенді Рейнолдс 6–1, 2–6, 6–4 | Розмарі Касалс Пем Шрайвер  | Кеті Джордан Кейт Летем          | Кенді Рейнолдс Мері-Лу Деніелс Беттіна Бюнге Івонн Вермак  |

### Серпень
| Тиждень             | Турнір | Чемпіонки                                | Фіналістки                    | Півфіналістки                    | Чвертьфіналістки                                             |
| ------------------- | --- | ---------------------------------------- | ----------------------------- | -------------------------------- | ------------------------------------------------------------ |
| 3 серпня            | U.S. Clay Court Championships Індіанаполіс, США Toyota Series (Категорія 5) $150,000 – Ґрунт – 56S/32D Одиночний розряд – Парний розряд                   | Андреа Єйгер 6–1, 6–0                    | Вірджинія Рузіч               | Міма Яушовець Регіна Маршикова   | Сью Баркер Енн Сміт Гана Страхонова Сьюзен Маскарін          |
| 3 серпня            | U.S. Clay Court Championships Індіанаполіс, США Toyota Series (Категорія 5) $150,000 – Ґрунт – 56S/32D Одиночний розряд – Парний розряд                   | Джоанн Расселл Вірджинія Рузіч 6–2, 6–2  | Сью Баркер Пола Сміт          | Міма Яушовець Регіна Маршикова   | Сью Баркер Енн Сміт Гана Страхонова Сьюзен Маскарін          |
| 10 серпня           | Central Fidelity Banks International Ричмонд (Вірджинія), США Toyota Series (Категорія 3) $100,000 – Килим (i) – 32S/16D Одиночний розряд – Парний розряд | Мері-Лу Деніелс 6–4, 6–1                 | Сью Баркер                    | Бетсі Нагелсен Пем Шрайвер       | Сільвія Ганіка Регіна Маршикова Венді Тернбулл Сенді Коллінз |
| 10 серпня           | Central Fidelity Banks International Ричмонд (Вірджинія), США Toyota Series (Категорія 3) $100,000 – Килим (i) – 32S/16D Одиночний розряд – Парний розряд | Сью Баркер Енн Кійомура 4–6, 7–6, 6–4    | Кеті Джордан Енн Сміт         | Бетсі Нагелсен Пем Шрайвер       | Сільвія Ганіка Регіна Маршикова Венді Тернбулл Сенді Коллінз |
| 17 серпня           | Player's Canadian Open Торонто, Канада Toyota Series (Категорія 7) $200,000 – Тверде – 56S/32D Одиночний розряд – Парний розряд                           | Трейсі Остін 6–1, 6–4                    | Кріс Еверт                    | Андреа Єйгер Мартіна Навратілова | Гана Мандлікова Розалін Феербенк Сільвія Ганіка Пем Шрайвер  |
| 17 серпня           | Player's Canadian Open Торонто, Канада Toyota Series (Категорія 7) $200,000 – Тверде – 56S/32D Одиночний розряд – Парний розряд                           | Мартіна Навратілова Пем Шрайвер 7–6, 7–6 | Кенді Рейнолдс Енн Сміт       | Андреа Єйгер Мартіна Навратілова | Гана Мандлікова Розалін Феербенк Сільвія Ганіка Пем Шрайвер  |
| 24 серпня           | Volvo Women's Cup Мава (Нью-Джерсі), США Toyota Series (Категорія 3) $100,000 – Тверде – 56S/32D Одиночний розряд – Парний розряд                         | Гана Мандлікова 6–2, 6–2                 | Пем Кеселі                    | Беттіна Бюнге Регіна Маршикова   | Трей Льюїс Вірджинія Рузіч Венді Вайт Стейсі Марголін        |
| 24 серпня           | Volvo Women's Cup Мава (Нью-Джерсі), США Toyota Series (Категорія 3) $100,000 – Тверде – 56S/32D Одиночний розряд – Парний розряд                         | Розмарі Касалс Венді Тернбулл 6–2, 6–1   | Кенді Рейнолдс Бетті Стеве    | Беттіна Бюнге Регіна Маршикова   | Трей Льюїс Вірджинія Рузіч Венді Вайт Стейсі Марголін        |
| 31 серпня 7 вересня | Відкритий чемпіонат США з тенісу Флашинг-Медоуз, США Grand Slam $400,000 – Тверде – 128S/64Q/64D/32X Одиночний розряд – Парний розряд – Мікст             | Трейсі Остін 1–6, 7–6(7–4), 7–6(7–1)     | Мартіна Навратілова           | Кріс Еверт Барбара Поттер        | Гана Мандлікова Енн Сміт Сільвія Ганіка Барбара Геркен       |
| 31 серпня 7 вересня | Відкритий чемпіонат США з тенісу Флашинг-Медоуз, США Grand Slam $400,000 – Тверде – 128S/64Q/64D/32X Одиночний розряд – Парний розряд – Мікст             | Кеті Джордан Енн Сміт 6–3, 6–3           | Розмарі Касалс Венді Тернбулл | Кріс Еверт Барбара Поттер        | Гана Мандлікова Енн Сміт Сільвія Ганіка Барбара Геркен       |
| 31 серпня 7 вересня | Відкритий чемпіонат США з тенісу Флашинг-Медоуз, США Grand Slam $400,000 – Тверде – 128S/64Q/64D/32X Одиночний розряд – Парний розряд – Мікст             | Енн Сміт Кевін Каррен 6–4, 7–6(7–4)      | Джоанн Расселл Стів Дентон    | Кріс Еверт Барбара Поттер        | Гана Мандлікова Енн Сміт Сільвія Ганіка Барбара Геркен       |

### Вересень
| Тиждень    | Турнір | Чемпіонки                                | Фіналістки                    | Півфіналістки                 | Чвертьфіналістки                                    |
| ---------- | --- | ---------------------------------------- | ----------------------------- | ----------------------------- | --------------------------------------------------- |
| 14 вересня | Toray Sillook Open Tokyo, Японія Toyota Series (Категорія 3) $100,000 – Килим (i) – 32S Одиночний розряд                           | Енн Кійомура 6–4, 7–5                    | Беттіна Бюнге                 | Міма Яушовець Кетлін Горват   | Шерон Волш Кенді Рейнолдс Енн Гоббс Леслі Аллен     |
| 21 вересня | Toyota Tennis Classic Атланта, GA, США Toyota Series (Категорія 2) $75,000 – Тверде – 32S/16D Одиночний розряд – Парний розряд     | Трейсі Остін 4–6, 6–3, 6–3               | Мері-Лу Деніелс               | Лора Дюпонт Сьюзен Маскарін   | Бет Нортон Венді Вайт Розмарі Касалс Шерон Волш     |
| 21 вересня | Toyota Tennis Classic Атланта, GA, США Toyota Series (Категорія 2) $75,000 – Тверде – 32S/16D Одиночний розряд – Парний розряд     | Лора Дюпонт Бетсі Нагелсен 6–4, 7–5      | Розмарі Касалс Кенді Рейнолдс | Лора Дюпонт Сьюзен Маскарін   | Бет Нортон Венді Вайт Розмарі Касалс Шерон Волш     |
| 28 вересня | US Indoors Гартфорд (Коннектикут), США Toyota Series (Категорія 4) $125,000 – Килим (i) – 32S/16D Одиночний розряд – Парний розряд | Мартіна Навратілова 6–0, 6–2             | Трейсі Остін                  | Кенді Рейнолдс Венді Тернбулл | Шерон Волш Джулі Гаррінгтон Енн Сміт Барбара Поттер |
| 28 вересня | US Indoors Гартфорд (Коннектикут), США Toyota Series (Категорія 4) $125,000 – Килим (i) – 32S/16D Одиночний розряд – Парний розряд | Мартіна Навратілова Пем Шрайвер 6–3, 7–6 | Розмарі Касалс Венді Тернбулл | Кенді Рейнолдс Венді Тернбулл | Шерон Волш Джулі Гаррінгтон Енн Сміт Барбара Поттер |

### Жовтень
| Тиждень   | Турнір | Чемпіонки                                       | Фіналістки                                     | Півфіналістки                   | Чвертьфіналістки                                                     |
| --------- | --- | ----------------------------------------------- | ---------------------------------------------- | ------------------------------- | -------------------------------------------------------------------- |
| 5 жовтня  | Florida Federal Open Тампа, США Toyota Series (Категорія 4) $125,000 – Тверде – 32S/16D Одиночний розряд – Парний розряд                        | Мартіна Навратілова 5–7, 6–2, 6–0               | Беттіна Бюнге                                  | Сільвія Ганіка Мері-Лу Деніелс  | Барбара Геллквіст Кеті Ріналді Венді Тернбулл Сенді Коллінз          |
| 5 жовтня  | Florida Federal Open Тампа, США Toyota Series (Категорія 4) $125,000 – Тверде – 32S/16D Одиночний розряд – Парний розряд                        | Розмарі Касалс Венді Тернбулл 6–3, 6–4          | Мартіна Навратілова Рената Томанова            | Сільвія Ганіка Мері-Лу Деніелс  | Барбара Геллквіст Кеті Ріналді Венді Тернбулл Сенді Коллінз          |
| 12 жовтня | Borden Classic Tokyo, Японія Toyota Series (Категорія 1) $50,000 – Тверде – 32S/16D Одиночний розряд – Парний розряд                            | Кеті Ріналді 6–1, 7–5                           | Джулі Гаррінгтон                               | Пем Кеселі Патрісія Медрадо     | Дана Гілберт Барбара Джордан (тенісистка) Сьюзен Маскарін Бет Нортон |
| 12 жовтня | Borden Classic Tokyo, Японія Toyota Series (Категорія 1) $50,000 – Тверде – 32S/16D Одиночний розряд – Парний розряд                            | Маріанне ван дер Торре Нанетте Шутте 6–2, 6–4   | Елізабет Смайлі Кім Стейнмец                   | Пем Кеселі Патрісія Медрадо     | Дана Гілберт Барбара Джордан (тенісистка) Сьюзен Маскарін Бет Нортон |
| 12 жовтня | Lynda Carter Maybelline Classic Дірфілд-Біч, США Toyota Series (Категорія 4) $125,000 – Тверде – 32S/16D Одиночний розряд – Парний розряд       | Кріс Еверт 4–6, 6–3, 6–0                        | Андреа Єйгер                                   | Пем Шрайвер Сільвія Ганіка      | Бонні Гадушек Енн Вайт Розмарі Касалс Енн Сміт                       |
| 12 жовтня | Lynda Carter Maybelline Classic Дірфілд-Біч, США Toyota Series (Категорія 4) $125,000 – Тверде – 32S/16D Одиночний розряд – Парний розряд       | Мері-Лу Деніелс Венді Вайт 6–1, 3–6, 7–5        | Пем Шрайвер Пола Сміт                          | Пем Шрайвер Сільвія Ганіка      | Бонні Гадушек Енн Вайт Розмарі Касалс Енн Сміт                       |
| 19 жовтня | Daihatsu Challenge Брайтон, Велика Британія Toyota Series (Категорія 4) $125,000 – Килим (i) – 32S/16D Одиночний розряд – Парний розряд         | Сью Баркер 4–6, 6–1, 6–1                        | Міма Яушовець                                  | Барбара Поттер Енн Сміт         | Трейсі Остін Клаудія Коде-Кільш Пем Шрайвер Сільвія Ганіка           |
| 19 жовтня | Daihatsu Challenge Брайтон, Велика Британія Toyota Series (Категорія 4) $125,000 – Килим (i) – 32S/16D Одиночний розряд – Парний розряд         | Барбара Поттер Енн Сміт 6–7(1–7), 6–3, 6–4      | Міма Яушовець Пем Шрайвер                      | Барбара Поттер Енн Сміт         | Трейсі Остін Клаудія Коде-Кільш Пем Шрайвер Сільвія Ганіка           |
| 19 жовтня | Japan Open Tokyo, Японія Toyota Series (Категорія 1) $50,000 – Тверде – S/D Одиночний розряд – Парний розряд                                    | Маріе Пінтерова 2–6, 6–4, 6–1                   | Пем Кеселі                                     | Барбара Поттер Патрісія Медрадо | Джулі Гаррінгтон Барбара Россі Маріанне ван дер Торре Лі Док Хі      |
| 19 жовтня | Japan Open Tokyo, Японія Toyota Series (Категорія 1) $50,000 – Тверде – S/D Одиночний розряд – Парний розряд                                    | Патрісія Медрадо Клаудія Монтейру 6–3, 3–6, 6–2 | Барбара Джордан (тенісистка) Роберта Маккаллум | Барбара Поттер Патрісія Медрадо | Джулі Гаррінгтон Барбара Россі Маріанне ван дер Торре Лі Док Хі      |
| 26 жовтня | Porsche Tennis Grand Prix Штутгарт, West Німеччина Toyota Series (Категорія 4) $125,000 – Тверде (i) – 32S/16D Одиночний розряд – Парний розряд | Трейсі Остін 4–6, 6–3, 6–4                      | Мартіна Навратілова                            | Вірджинія Рузіч Сільвія Ганіка  | Міма Яушовець Джоанн Расселл Джо Дьюрі Енн Сміт                      |
| 26 жовтня | Porsche Tennis Grand Prix Штутгарт, West Німеччина Toyota Series (Категорія 4) $125,000 – Тверде (i) – 32S/16D Одиночний розряд – Парний розряд | Міма Яушовець Мартіна Навратілова 6–4, 6–1      | Барбара Поттер Енн Сміт                        | Вірджинія Рузіч Сільвія Ганіка  | Міма Яушовець Джоанн Расселл Джо Дьюрі Енн Сміт                      |

### Листопад
| Тиждень               | Турнір | Чемпіонки                                     | Фіналістки                      | Півфіналістки                          | Чвертьфіналістки                                                                      |
| --------------------- | --- | --------------------------------------------- | ------------------------------- | -------------------------------------- | ------------------------------------------------------------------------------------- |
| 2 листопада           | Seiko Classic Гонконг Toyota Series (Категорія 1) $50,000 – Тверде – 32S/16D Одиночний розряд – Парний розряд                         | Венді Тернбулл 6–3, 6–4                       | Сабіна Сіммондс                 | Маріанне ван дер Торре Марселла Мескер | Енн Гоббс Патрісія Медрадо Лей-Енн Томпсон Лі Док Хі                                  |
| 2 листопада           | Seiko Classic Гонконг Toyota Series (Категорія 1) $50,000 – Тверде – 32S/16D Одиночний розряд – Парний розряд                         | Енн Кійомура Шерон Волш 6–3, 6–4              | Енн Гоббс С'юзен Лео            | Маріанне ван дер Торре Марселла Мескер | Енн Гоббс Патрісія Медрадо Лей-Енн Томпсон Лі Док Хі                                  |
| 9 листопада           | Federation Cup Tokyo, Японія Team event Ґрунт                                                                                         | Сполучені Штати Америки · 3–0                 | Велика Британія ·               | Швейцарія · Австралія ·                | Румунія · Федеративна Республіка Німеччина (1949—1990) · Радянський Союз · Нідерланди |
| 16 листопада          | National Panasonic Classic Перт, Австралія Toyota Series (Категорія 4) $125,000 – Трава – 56S/32D Одиночний розряд – Парний розряд    | Пем Шрайвер 6–1, 7–6(7–4)                     | Андреа Єйгер                    | Міма Яушовець Енн Кійомура             | Леслі Аллен Барбара Поттер Джейн Преєр Енн Сміт                                       |
| 16 листопада          | National Panasonic Classic Перт, Австралія Toyota Series (Категорія 4) $125,000 – Трава – 56S/32D Одиночний розряд – Парний розряд    | Барбара Поттер Шерон Волш 6–4, 6–2            | Бетсі Нагелсен Кенді Рейнолдс   | Міма Яушовець Енн Кійомура             | Леслі Аллен Барбара Поттер Джейн Преєр Енн Сміт                                       |
| 16 листопада          | Lion's Cup Tokyo, Японія Non-Tour Турнірs $200,000 – Килим (i) – S Одиночний розряд                                                   | Мартіна Навратілова 6–3, 6–2                  | Кріс Еверт                      |                                        |                                                                                       |
| 23 листопада          | NSW Building Society Open Сідней, Австралія Toyota Series (Категорія 4) $125,000 – Трава – 56S/32D Одиночний розряд – Парний розряд   | Кріс Еверт 6–4, 2–6, 6–1                      | Мартіна Навратілова             | Беттіна Бюнге Венді Тернбулл           | Івонн Гулагонг-Коулі Енн Сміт Андреа Єйгер Барбара Поттер                             |
| 23 листопада          | NSW Building Society Open Сідней, Австралія Toyota Series (Категорія 4) $125,000 – Трава – 56S/32D Одиночний розряд – Парний розряд   | Мартіна Навратілова Пем Шрайвер 6–7, 6–2, 6–4 | Кеті Джордан Енн Сміт           | Беттіна Бюнге Венді Тернбулл           | Івонн Гулагонг-Коулі Енн Сміт Андреа Єйгер Барбара Поттер                             |
| 30 листопада 7 грудня | Відкритий чемпіонат Австралії з тенісу Мельбурн, Австралія Grand Slam $200,000 – Трава – 64S/32Q/32D Одиночний розряд – Парний розряд | Мартіна Навратілова 6–7(4–7), 6–4, 7–5        | Кріс Еверт                      | Венді Тернбулл Пем Шрайвер             | Гана Мандлікова Андреа Єйгер Івонн Гулагонг-Коулі Трейсі Остін                        |
| 30 листопада 7 грудня | Відкритий чемпіонат Австралії з тенісу Мельбурн, Австралія Grand Slam $200,000 – Трава – 64S/32Q/32D Одиночний розряд – Парний розряд | Кеті Джордан Енн Сміт 6–2, 7–5                | Мартіна Навратілова Пем Шрайвер | Венді Тернбулл Пем Шрайвер             | Гана Мандлікова Андреа Єйгер Івонн Гулагонг-Коулі Трейсі Остін                        |

### Грудень
| Тиждень   | Турнір | Чемпіонки                                | Фіналістки                    | Півфіналістки          | Чвертьфіналістки                                                    |
| --------- | --- | ---------------------------------------- | ----------------------------- | ---------------------- | ------------------------------------------------------------------- |
| 14 грудня | Toyota Series Championships Іст-Ратерфорд, USA WTA championships $300,000 – Тверде (i) – 12S/6D Одиночний розряд – Парний розряд | Трейсі Остін 2–6, 6–4, 6–2               | Мартіна Навратілова           | Пем Шрайвер Кріс Еверт | Раунд Robin Міма Яушовець Андреа Єйгер Гана Мандлікова Трейсі Остін |
| 14 грудня | Toyota Series Championships Іст-Ратерфорд, USA WTA championships $300,000 – Тверде (i) – 12S/6D Одиночний розряд – Парний розряд | Мартіна Навратілова Пем Шрайвер 6–3, 6–4 | Розмарі Касалс Венді Тернбулл | Пем Шрайвер Кріс Еверт | Раунд Robin Міма Яушовець Андреа Єйгер Гана Мандлікова Трейсі Остін |

## Рейтинги
Нижче наведено двадцять перших на кінець року гравчинь у рейтингу WTA в одиночному розряді.
| Одиночний розряд | Одиночний розряд          | Одиночний розряд | Одиночний розряд | Одиночний розряд |
| ---------------- | ------------------------- | ---------------- | ---------------- | ---------------- |
| Ранг             | Гравчиня                  | Пункти           | 1980             | Зміна            |
| 1                | Кріс Еверт (USA)          | 17.542           | 1                | ▬                |
| 2                | Трейсі Остін (USA)        | 16.486           | 2                | ▬                |
| 3                | Мартіна Навратілова (USA) | 15.710           | 3                | ▬                |
| 4                | Андреа Єйгер (USA)        | 13.107           | 7                | ▲ 3              |
| 5                | Гана Мандлікова (TCH)     | 11.234           | 4                | ▼ 1              |
| 6                | Сільвія Ганіка (FRG)      | 9.620            | 14               | ▲ 8              |
| 7                | Пем Шрайвер (USA)         | 9.594            | 9                | ▲ 2              |
| 8                | Венді Тернбулл (AUS)      | 8.262            | 8                | ▬                |
| 9                | Беттіна Бюнге (FRG)       | 7.932            | 19               | ▲ 10             |
| 10               | Барбара Поттер (USA)      | 7.921            | 25               | ▲ 15             |
| 11               | Міма Яушовець (YUG)       | 7.823            | 17               | ▲ 6              |
| 12               | Вірджинія Рузіч (ROU)     | 7.399            | 11               | ▼ 1              |
| 13               | Регіна Маршикова (TCH)    | 6.567            | 18               | ▲ 5              |
| 14               | Сью Баркер (GBR)          | 6.405            | 16               | ▲ 2              |
| 15               | Кеті Джордан (USA)        | 5.957            | 13               | ▼ 2              |
| 16               | Енн Сміт (USA)            | 5.728            | 24               | ▲ 8              |
| 17               | Мері-Лу Деніелс (USA)     | 5.199            | 23               | ▲ 6              |
| 18               | Сенді Коллінз (USA)       | 5.050            | 36               | ▲ 18             |
| 19               | Леслі Аллен (USA)         | 5.034            | 54               | ▲ 35             |
| 20               | Клаудія Коде-Кільш (FRG)  | 4.846            | 78               | ▲ 58             |